# Stiftelsen Stockholms folkhögskola
Stiftelsen Stockholms Folkhögskola drivs av Folkuniversitetet. Stiftelsen driver tre folkhögskolor i stockholmsområdet;  Skarpnäcks folkhögskola, Sundbybergs folkhögskola och Södra Stockholms folkhögskola. Folkhögskolorna har delvis olika profil och karaktär men delar samma ambition att höja bildnings- och utbildningsnivån i samhället, stärka och utveckla demokratin samt öka intresset för kulturlivet.
De tre folkhögskolorna är fristående men samverkar på en rad områden – administrativt, pedagogiskt samt gällande projekt och uppdragsutbildningar.